# Теорема Бохнера — Хинчина
Теорема Бохнера — Хинчина — в теории вероятностей: теорема о необходимых и достаточных условиях для того, чтобы функция была характеристической; в теории случайных процессов: теорема о свойствах корреляционной функции стационарных процессов. 

## Теория вероятностей

### Формулировка
Пусть {\displaystyle \varphi (u)} - непрерывная функция {\displaystyle u\in R^{n}} и {\displaystyle \varphi (0)=1}. Для того, чтобы функция {\displaystyle \varphi (u)} была характеристической, необходимо и достаточно, чтобы она была  неотрицательно определённой функцией, то есть при каждом целом {\displaystyle m>0} для любых вещественных чисел {\displaystyle u_{1},u_{2},...,u_{m}} и любых комплексных чисел {\displaystyle z_{1},z_{2},...,z_{m}} выполняется неравенство {\displaystyle \sum _{i,j=1}^{m}\varphi (u_{i}-u_{j})z_{i}{\bar {z_{j}}}\geqslant 0}. 
Здесь {\displaystyle {\bar {z_{j}}}} означает комплексно сопряжённое к {\displaystyle z_{j}} число.

## Теория случайных процессов

### Формулировка
Пусть {\displaystyle \left\{\xi (t),t\in T\right\}} - стационарный в широком смысле процесс с корреляционной функцией {\displaystyle B(t)}.
- Если  {\displaystyle \left\{\xi (t),t\in T\right\}} - скалярный процесс с дискретным временем, то:

{\displaystyle B(t)={\begin{cases}\int _{-\pi }^{\pi }e^{i\lambda t}dF(\lambda ),&{\mbox{в случае комплексного процесса}}\\\int _{0}^{\pi }\left[\cos(\lambda t)dC(\lambda )+\sin(\lambda t)dQ(\lambda )\right],&{\mbox{в случае действительного процесса}}\end{cases}}}
где {\displaystyle F(\lambda )} - неотрицательная неубывающая функция, определяемая по {\displaystyle B(t)} однозначно, если потребовать, чтобы {\displaystyle F(-\pi )=0} и {\displaystyle F(\lambda )} была непрерывной справа, {\displaystyle C(\lambda )} - действительная четная неубывающая функция ограниченной вариации, {\displaystyle Q(\lambda )} - действительная нечетная функция ограниченной вариации.
- Если  {\displaystyle \left\{\xi (t),t\in T\right\}} - векторный процесс с дискретным временем, то для {\displaystyle B(t)} имеет место представление как для скалярного процесса с дискретным временем, где {\displaystyle F(\lambda )} - матрица, приращения которой {\displaystyle F(\lambda _{1})-F(\lambda _{2}),\lambda _{1}\geqslant \lambda _{2}} эрмитовы и неотрицательно определены, {\displaystyle C(\lambda )} - вещественная симметричная матрица, приращения которой {\displaystyle C(\lambda _{1})-C(\lambda _{2}),\lambda _{1}\geqslant \lambda _{2}} неотрицательно определены, {\displaystyle Q(\lambda )} - вещественная кососимметрическая матрица. Матрица {\displaystyle F(\lambda )} определяется однозначно по {\displaystyle B(t)}, если потребовать, чтобы {\displaystyle F(-\pi )=0} (нулевая матрица) и {\displaystyle F(\lambda )} была непрерывной справа (в смысле поэлементной сходимости).

- Если  {\displaystyle \left\{\xi (t),t\in T\right\}} - скалярный процесс с непрерывным временем, то:

{\displaystyle B(t)={\begin{cases}\int _{-\infty }^{\infty }e^{i\lambda t}dF(\lambda ),&{\mbox{в случае комплексного процесса}}\\\int _{0}^{\infty }\left[\cos(\lambda t)dC(\lambda )+\sin(\lambda t)dQ(\lambda )\right],&{\mbox{в случае действительного процесса}}\end{cases}}}
где функции {\displaystyle F(\lambda ),C(\lambda ),Q(\lambda )} определяются так же, как в случае скалярного процесса с дискретным временем, за исключением условия {\displaystyle F(-\infty )=0}.
- Если  {\displaystyle \left\{\xi (t),t\in T\right\}} - векторный процесс с непрерывным временем, то для {\displaystyle B(t)} имеют место представления как в случае скалярного процесса с непрерывным временем, где матрицы  {\displaystyle F(\lambda ),C(\lambda ),Q(\lambda )} определяются так же, как в случае векторного процесса с дискретным временем, за исключением условия {\displaystyle F(-\infty )=0} (нулевая матрица).